# Stadion Nisa-Çandybil
Stadion Nisa-Çandybil to wielofunkcyjny stadion znajdujący się w stolicy Turkmenistanu, Aszchabadzie. Na tym stadionie swoje mecze rozgrywają drużyny piłkarskie Nisa Aszchabad i Asudalyk Aszchabad. Stadion może pomieścić 1 500 widzów, wszystkie miejsca są siedzące. Wcześniej stadion nazywał się Dagdan i Lokomotiw.